# Metropolitana di Gwangju
La metropolitana di Gwangju è una metropolitana che serve la città di Gwangju, in Corea del Sud. Costituita da una sola linea, dispone di 20 stazioni per una lunghezza di 20,1 km.

## Storia
I lavori per la costruzione della Linea 1 iniziarono il 28 agosto 1996, i lavori andarono abbastanza a rilento e il primo tratto tra Nokdong e Sangmu fu aperto quasi otto anni dopo, il 28 aprile 2004. Il resto della Linea 1 tra Nokdong e Pyeongdong fu inaugurato l'11 aprile 2008.
Il costo complessivo dell'opera sforò il budget a causa dei ritardi nei lavori, arrivando a costare 1.400 miliardi di won (circa 1,3 miliardi di euro).

## Linee e collegamenti
Ecco le linee con i rispettivi colori:
| Colore | Nome/Numero | Nome coreano | Partenza | Fine       | Lunghezza |
| ------ | ----------- | ------------ | -------- | ---------- | --------- |
| Verde  | Linea 1     |              | Nokdong  | Pyeongdong | 20,1 km   |
| TBD    | Linea 2     |              | TBD      | TBD        | TBD       |

## Stazioni
Al 2018 la linea 1 consiste in venti stazioni. La sezione fra Sotae e Nokdong è operata con un treno shuttle.
| Codice | Stazione Alfabeto            | Stazione Hangŭl  | Stazione Hanja   | Collegamenti                                                              | Distanza interst. | Distanza totale. | Posizione | Posizione   |  |
|        |                              |                  |                  |                                                                           |                   |                  |           |             |  |
| 100    | Nokdong                      | 녹동             | 鹿洞             |                                                                           | ---               | 0.0              | Gwangju   | Dong-gu     |  |
| 101    | Sotae                        | 소태             | 所台             |                                                                           | 1.9               | 1.9              | Gwangju   | Dong-gu     |  |
| 102    | Hakdong Jeungsimsa-ipgu      | 학동·증심사입구  | 鶴洞-證心寺入口  |                                                                           | 1.1               | 3.0              | Gwangju   | Dong-gu     |  |
| 103    | Nam-Gwangju                  | 남광주           | 南光州           |                                                                           | 0.9               | 3.9              | Gwangju   | Dong-gu     |  |
| 104    | Complesso Culturale          | 문화전당         | 文化殿堂         |                                                                           | 0.9               | 4.8              | Gwangju   | Dong-gu     |  |
| 105    | Geumnamno 4-ga               | 금남로4가        | 錦南路4街        |                                                                           | 0.7               | 5.5              | Gwangju   | Dong-gu     |  |
| 106    | Geumnamno 5-ga               | 금남로5가        | 南路5街          |                                                                           | 0.6               | 6.1              | Gwangju   | Dong-gu     |  |
| 107    | Mercato Yangdong             | 양동시장         | 良洞市場         |                                                                           | 1.0               | 7.1              | Gwangju   | Seo-gu      |  |
| 108    | Dolgogae                     | 돌고개           | 돌고개           |                                                                           | 0.6               | 7.7              | Gwangju   | Nam-gu      |  |
| 109    | Nongseong                    | 농성             | 農城             |                                                                           | 1.2               | 8.9              | Gwangju   | Seo-gu      |  |
| 110    | Hwajeong                     | 화정             | 花亭             |                                                                           | 0.7               | 9.6              | Gwangju   | Seo-gu      |  |
| 111    | Ssangchon                    | 쌍촌             | 雙村             |                                                                           | 0.6               | 10.2             | Gwangju   | Seo-gu      |  |
| 112    | Uncheon                      | 운천             | 雲泉             |                                                                           | 0.9               | 11.1             | Gwangju   | Seo-gu      |  |
| 113    | Sangmu                       | 상무             | 尙武             |                                                                           | 1.1               | 12.2             | Gwangju   | Seo-gu      |  |
| 114    | Centro Congressi Kim Daejung | 김대중컨벤션센터 | 金大中컨벤션센터 |                                                                           | 0.7               | 12.9             | Gwangju   | Seo-gu      |  |
| 115    | Aeroporto                    | 공항             | 空港             |                                                                           | 2.9               | 15.8             | Gwangju   | Gwangsan-gu |  |
| 116    | Parco Songjeong              | 송정공원         | 松汀公園         |                                                                           | 1.1               | 16.9             | Gwangju   | Gwangsan-gu |  |
| 117    | Gwangju-Songjeong            | 광주송정         | 光州松汀         | Linea Gwangju Linea Honam Linea KTX Honam (stazione di Gwangju Songjeong) | 1.1               | 18.0             | Gwangju   | Gwangsan-gu |  |
| 118    | Dosan                        | 도산             | 道山             |                                                                           | 0.7               | 18.7             | Gwangju   | Gwangsan-gu |  |
| 119    | Pyeongdong                   | 평동             | 平洞             |                                                                           | 1.9               | 20.6             | Gwangju   | Gwangsan-gu |  |
|        |                              |                  |                  |                                                                           |                   |                  |           |             |  |

## Progetti futuri

### Linea 1
Il governo della città di Gwangju ha presentato il progetto per estendere la linea a sud fino a Hwasun e a nord fino alla città di Naju. Nel 2009 la Commissione Presidenziale sullo Sviluppo Nazionale Bilanciato ha promesso di inserire la linea 1 all'interno del progetto 'Zona economica estesa 5+2'.

### Linea 2
Attualmente è in fase di decisione il tragitto per la linea 2, infatti sono in fase di studio due progetti distinti:
- Linea circolare (piano 1) : Baegungwangjang (백운광장) - Namgwangju (남광주역) - Gwangju (광주역) - Terminal (터미널) - Mercato (시청) - Sangmu (상무) - Baegungwangjang (백운광장) - Hyocheon (효천역) (27,4 km)
- Linea Nord-Sud (piano 2) : Hyocheon (효천역) - Baegungwangjang (백운광장) - Namgwangju (남광주역) - Università di Joseon (조선대) - Gwangju (광주역) - Università di Jeonnam (전남대) - Ilgongno (일곡로) - Bonchongongeopdanji (본촌공업단지) - Cheomdanjigu (첨단지구) (24,58 km)